# Thurø

Thurø är en ö i Danmark. Ön ligger i det Sydfynske Øhav, söder om Svendborg på Fyn och öster om Tåsinge. Ön är hästskoformad och hänger ihop med ön Fyn via en vägbank. Innan den byggdes, år 1934, skedde transporten till Thurø med en eldriven färja.

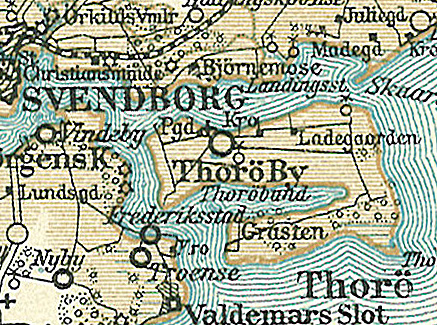
Thurø på en karta från 1900

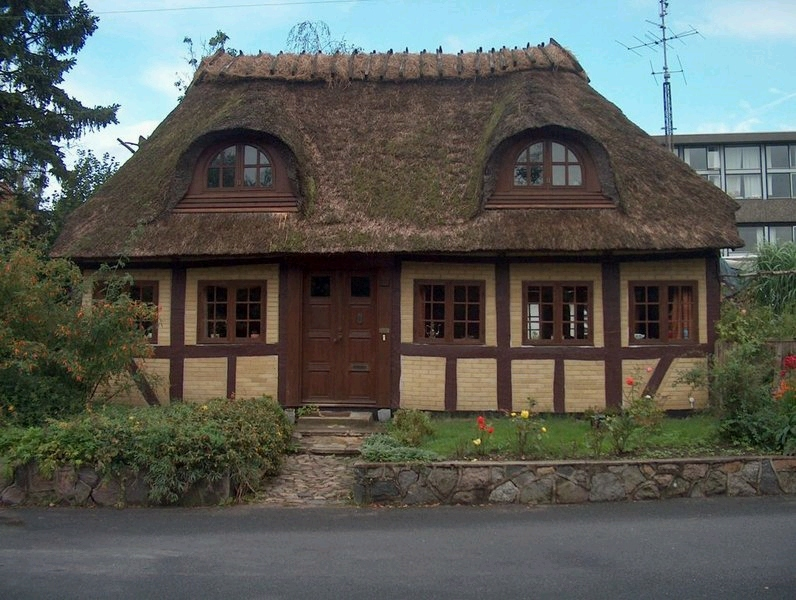
Ett av Thurøs typiska korsvirkeshus

Thurø har 3 545 invånare (2020) på en yta av 7,5 kvadratkilometer. Den är därmed Danmarks näst mest tätbefolkade ö efter Amager. Av öns invånare bor 3 383 i tätorten Thurø (2011). Ön ligger i Svendborg kommun.
Ett minnesmärke över Slaget vid Helgoland har rests i mitten av tätorten Thurø.